# Vincenzo Galilei

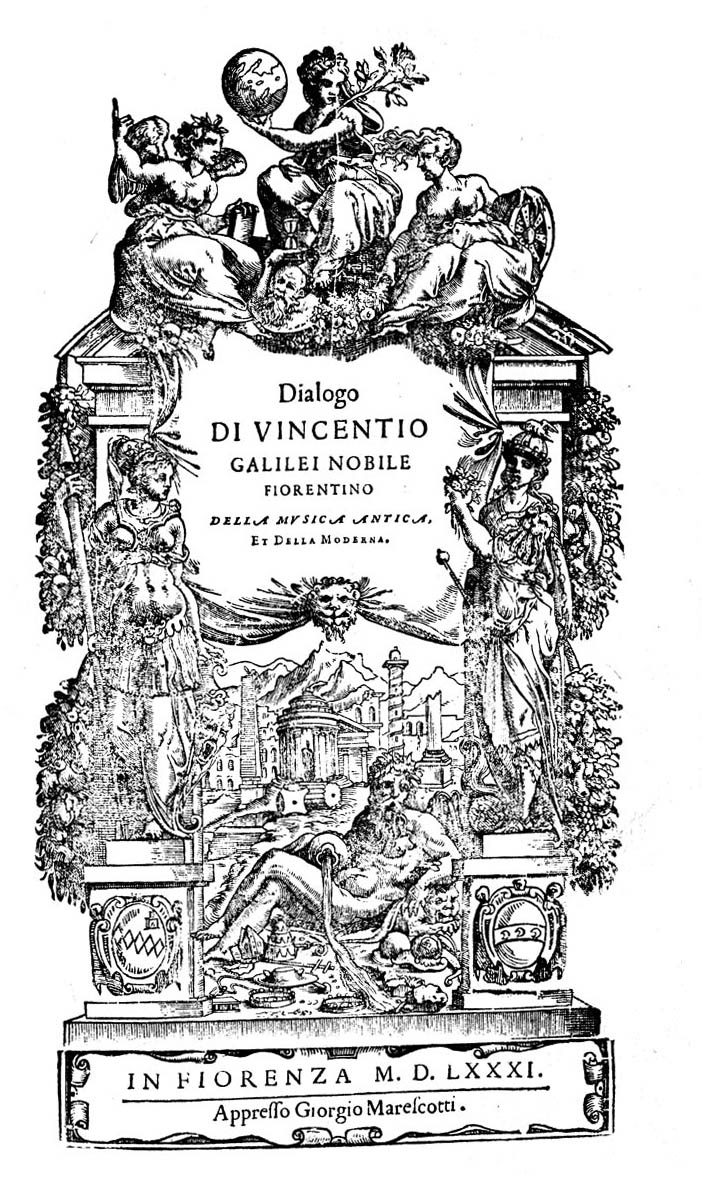
Della musica antica et della moderna, 1581

Vincenzo Galilei (Santa Maria a Monte, 1520 - 2 de juliol de 1591) va ser un llaütista italià, compositor i teòric de la música. Pare del famós astrònom i físic Galileo Galilei, va esdevenir una de les figures més importants de finals del Renaixement musical i contribuí de manera significativa a la revolució artística que donaria lloc a un nou estil: el Barroc.
Va néixer cap al 1520 a Santa Maria a Monte, a prop de Florència (Itàlia). L'any 1560 s'instal·là a Pisa –on nasqué Galileo– i a començaments dels 70 marxà cap a Florència, on morí el 1591. Com Galilei era un músic molt preparat –bon intèrpret del llaüt, luthier, cantant i compositor–, aviat rebé el suport econòmic de la noblesa.
En una estada a Venècia conegué Gioseffo Zarlino, el teòric de la música més important del segle xvi, i estudià amb ell. Més tard es va incorporar a la Camerata Fiorentina, grup de poetes, músics i intel·lectuals guiats pel Comte Giovanni de' Bardi, que pretenien recuperar la música de l'antiga Grècia i el teatre clàssic.
Entre 1570 i 1580 es dedicà especialment a la teoria de la música i a la composició. Algunes de les contribucions teòriques més importants de Galilei són seriosos estudis sobre la dissonància; tenia una concepció molt moderna de l'ús de la dissonància que anticipava l'arribada del barroc.
En el camp de l'acústica també va fer interessants observacions sobre el comportament vibratori de les cordes i les columnes d'aire. Probablement és ell qui va establir la relació entre la tensió en una corda i la freqüència de les vibracions i el primer a descobrir una llei física no líneal. Si Vincenzo feia aquest descobriment i ho expressava utilitzant el llenguatge matemàtic, el que feia era generalitzar el que ja havien descrit feia segles els seguidors de Pitàgores: que els nombres enters determinen les escales harmòniques.
Si totes les relacions musicals són mesurables i Vincenzo les podia definir amb quantitats, llavors la idea del seu fill Galileo que qualsevol tipus de relació física es pot definir matemàticament és, naturalment, el següent pas. Molts estudiosos creuen que és ell el que va orientar l'activitat del seu fill Galileo cap a les matemàtiques pures i abstractes, i cap a l'experimentació basada en el tractament quantitatiu dels resultats, concepte fonamental en la història de la ciència.
Va compondre dos llibres de madrigals i música per a llaüt. Però la seva contribució més important va ser una quantitat considerable de música per a veu i llaüt on s'entreveuen unes maneres pròpies de l'estil del barroc primerenc.